# Mário Bigotte Chorão
Mário Emílio Forte Bigotte Chorão (Sabugal, Sabugal, 10 de Dezembro de 1931; Lisboa, 1 de Junho de 2020) foi um professor universitário e político português.

## Biografia
Filho de José dos Reis Bigotte Chorão (Sabugal, Sabugal, 5 de Março de 1902 - Lisboa, Santa Catarina, 18 de Dezembro de 1975), de ascendência Italiana, Licenciado em Filologia Românica, pela Faculdade de Letras da Universidade de Coimbra, professor do Ensino Secundário e inspetor do Ministério da Educação, e de sua mulher Ema Forte de Carvalho (Sabugal, Sabugal, 22 de Dezembro de 1900 - Lisboa, 14 de Fevereiro de 1964). Era irmão de João Dagoberto Forte Bigotte Chorão e de Nuno de Santa Maria Forte Bigotte Chorão.
Licenciado em Direito, com o Curso Complementar de Ciências Jurídicas, foi Encarregado de Curso da Faculdade de Economia da Universidade do Porto e Professor do Instituto de Serviço Social do Porto e do Instituto de Serviço Social de Lisboa e Professor e Director do Instituto de Estudos Sociais, em Lisboa, antes da sua transformação em ISCTE.
Era Docente Universitário quando foi nomeado pelo Conselho Corporativo para a XI Legislatura da Câmara Corporativa. Nessa ocasião, era ali Professor Assistente da Faculdade de Direito da Universidade de Lisboa e Professor no Instituto Superior de Ciências do Trabalho e da Empresa (ISCTE) da Universidade Técnica de Lisboa. Ainda em 1973, e depois de ter pertencido à Direcção do Gabinete de Estudos e Planeamento da Acção Educativa do Ministério da Educação Nacional, era Secretário do Centro de Estudos de Direito Civil da Faculdade de Direito da Universidade de Lisboa e Presidente da Comissão de Revisão da Legislação Corporativa do Ministério das Corporações e Segurança Social.
Na Câmara Corporativa, assumiu funções na 1.ª Subsecção - Política e Administração Geral da XII Secção - Interesses de Ordem Administrativa. No reduzido período da XI Legislatura, entre Novembro de 1973 e 25 de Abril de 1974, a sua participação na elaboração de Pareceres restringiu-se a duas Propostas de Diploma. Assim, assinou o Parecer N.° 1/XI (Actas da Câmara Corporativa, 1973-1974, N.° 4, 21 de Novembro de 1973), de que foi Relator Álvaro Mamede Ramos Pereira. Este Parecer foi aprovado sem qualquer declaração de voto. Posteriormente à discussão e aprovação na Assembleia Nacional, foi publicada a Lei N.° 7/73, de 22 de Dezembro. No que concerne à apreciação da Proposta de Lei N.° 9/XI, sobre a defesa do ambiente (Actas da Câmara Corporativa, 1973-1974, N.° 20, 13 de Março de 1974), distribuída à Subsecção de Política e Administração Geral, com vários Procuradores Agregados, o correspondente Parecer não terá sido concluído. Terá ocorrido uma única reunião, a 27 de Março de 1974, da qual resultou a designação do Relator, Eugénio de Castro Caldas (Actas da Câmara Corporativa, 1973-1974, N.° 25, 25 de Abril de 1974).
Posteriormente ao 25 de Abril de 1974, prosseguiu a sua carreira académica, entretanto na Universidade Católica Portuguesa.
Entre a vasta bibliografia, dispersa por várias publicações, destaque para: 
- Probation, Alguns Aspectos Jurídicos, Criminológicos e Sociais, Separata do "Boletim de Administração Penitenciária e dos Institutos de Criminologia", N.°s 7 e 8
- Temas Fundamentais de Direito, Coimbra, Livraria Almedina, 1986